# Diplomerad gymnasieekonom
Diplomerad Gymnasieekonom blir den elev som gått ett fullständigt gymnasieprogram på en skola som certifierats av certifieringsorganet för Diplomerad Gymnasieekonom och uppnått samtliga kriterier för diplomering. Enligt kraven i utbildningen skall ett visst minsta antal poäng i ekonomiska ämnen och företagsekonomi samt Matematik 3 ingått och ett projektarbete ska ha gjorts med inriktning mot företagsekonomi. Utbildningen ska också innehålla moment av verklighetsbaserat lärande. För att kvalificera sig för diplomering ska eleven ha lägst godkänt i samtliga av utbildningens kurser.